# Periga intensiva
Periga intensiva är en fjärilsart som beskrevs av Lemaire 1973. Periga intensiva ingår i släktet Periga och familjen påfågelsspinnare. Inga underarter finns listade i Catalogue of Life.